# Czudec
Czudec è un comune rurale polacco del distretto di Strzyżów, nel voivodato della Precarpazia.
Ricopre una superficie di 84,96 km² e nel 2004 contava 11 569 abitanti.